# Vesna Pisarović
Vesna Pisarović (Brčko, 9. travnja 1978.) hrvatska je pop pjevačica.

## Životopis
Pisarović je rođena u Brčkom u Bosni i Hercegovini i odrasla u Požegi u Hrvatskoj. Od najranijeg djetinjstva pohađala je glazbenu školu, gdje je svirala flautu, pjevala u zborovima i sudjelovala na raznim glazbenim natjecanjima (Turbo Limach Show, Hrtić Hitić, Modri Biser Rovinja).
U srednjim 1990-tim preselila se u Zagreb, gdje je završila studij fonetike i kroatistike na Filozofskome fakultetu te nastavila glazbenu karijeru. Počela je pjevati u klubovima i pisati pjesme. Godine 1997., dok je nastupala na festivalu Zadarfestu s pjesmom "Nema me", upoznala je Milanu Vlaović koja je počela pisati pjesme za nju. Redovito nastupa i na Melodijama Jadrana (Jutro donosi kraj, Da sutra umrem), te osvaja prestižne nagrade. Kao i dalje na već spomenutom Zadarfestu (Poslije svega, Ljubomora), te na Hrvatskom radijskom festivalu (Spremna sam, Ti si kriv, Ti ne znaš što je ljubav, Srela sam anđela), kao i na Dori (Ja čekam noć, Za tebe stvorena, Probudi mi ljubav).
Godine 2002. Pisarović je pobijedila na Dori, tako da je predstavljala Hrvatsku na Pjesmi Eurovizije 2002. Njena pjesma "Everything I Want" dospjela je na 11. mjesto. Napisala je pjesmu "In the Disco" koja je predstavljala Bosnu i Hercegovinu na Pjesmi Eurovizije 2004. koja je osvojila 9. mjesto.
U jesen 2009. godine udala se za Ozrena Pupovca, sina Milorada Pupovca. 

## Glazbena karijera
Krajem 2016. godine za njemačku diskografsku kuću Jazzwerkstatt objavila je album jazz obrada starih jugoslavenskih hitova 1950-ih i 1960-ih pod nazivom “The Great Yugoslav Songbook”. Sredinom travnja 2017. album u formatu dvostrukog vinilnog izdanja “Naša velika pjesmarica” objavila je hrvatska diskografska kuća PDV Records. Godine 2018. za taj je rad nominirana za glazbenu nagradu Porin u kategoriji Najbolji album zabavne glazbe. 
U travnju 2022. godine održala je veliki koncert u Domu sportova koji je tjednima prije bio rasprodan. Koncert je zbog pandemije COVID-19 dvije godine odgađan. U studenom 2023. godine održala je koncert u dvorani Cibona.
Bila je gošća na koncertu Milice Pavlović u Areni Zagreb na turneji Lav 21. lipnja 2024. Pisarović je održala veliki koncert u Areni Zagreb 26. travnja 2025. godine u partnerstvu s bravo! radiom.

## Diskografija
- 2000. - Da znaš
- 2001. - Za tebe stvorena
- 2002. - Kao da je vrijeme...
- 2003. - Best of
- 2003. - Pjesma mi je sve
- 2005. - V. peti
- 2012. - With Suspicious Minds
- 2017. -Naša velika pjesmarica / The Great Yugoslav Songbook
- 2019. - Petit Standard

## Vanjske poveznice
- Službena stranica pd Skopactela
- Slike Vesne Pisarović  Arhivirana inačica izvorne stranice od 5. listopada 2011. (Wayback Machine)

- Intervju za Nacional